# DR-DOS
DR-DOS (Digital Research-Dos Operating System) és un sistema operatiu de disc, similar al MS-DOS, per a ordinadors IBM PC i compatibles.